# Verongula reiswigi
Verongula reiswigi är en svampdjursart som beskrevs av Pedro M. Alcolado 1984. Verongula reiswigi ingår i släktet Verongula och familjen Aplysinidae.
Artens utbredningsområde är Kuba. Inga underarter finns listade i Catalogue of Life.